# Венское Певческое общество
Венское певческое общество (нем. Wiener Singverein — Винер Зингферайн; официальное название: Певческое общество Союза любителей музыки в Вене) — концертный хор Венского музыкального общества, насчитывающий около 230 участников.

## История
В 1812 году в Зимней школе Верховой езды Венского Хофбурга была исполнена оратория К. Ф. Генделя Timotheus (Das Alexander-Fest). Это событие способствовало основанию Союза любителей музыки в Вене[1]. По инициативе Антонио Сальери состоялись первые выступления хора Музыкального общества, когда он, например, в 1824 году участвовал в первом исполнении Торжественной мессы и 9 симфонии Людвига ван Бетховена.
В том виде, в каком он существует сегодня, хор был основан в 1858 году. Первым главным дирижером хора стал Иоганн Франц фон Хербек, руководивший им до своего перехода в Венскую Придворную оперу в 1866 году. Венское певческое общество выступало в качестве главного исполнителя на премьерах таких произведений, как зингшпиль Франца Шуберта Заговорщицы, или Домашняя война, Немецкий реквием Иоганнеса Брамса, Te Deum Антона Брукнера, 8-я симфония Густава Малера, Книга за семью печатями Франца Шмидта, а также произведений композиторов послевоенного времени Герд Кюр, Кристиана Мутшпиля, Арво Пярта, Вольфрама Вагнера и Отто М. Цикана.
С момента своего основания Певческое общество выступало в сотрудничестве с такими известными дирижерами как Франц Шальк, Вильгельм Фуртвенглер, Димитрис Митропулос, Карл Бём и Леонард Бернстайн. С 1947 до 1989 года Венским певческим обществом руководил Герберт фон Караян, записавший с ним множество грампластинок, аудио- и видеокомпактдисков, что принесло хору всемирную известность. В 1957 году Венское певческое общество стало одним из лауреатов премии Карла Реннера города Вены.
Певческое общество предпринимало концертные турне по Австралии, Японии и США, концерты давались также в Израиле, Афинах, Берлине, Будапеште, Франкфурте, Лондоне, Мадриде, Москве, Мюнхене, Париже, Пизе, Риме и Цюрихе. Кроме того под руководством Г. фон Караяна в Ватикане были исполнены Te Deum Антона Брукнера в 1959 году, а также Коронационная месса В. А. Моцарта во время служения Папой Римским Иоанном Павлом Вторым в Соборе Святого Петра Торжественной мессы в 1985 году.

## Директора хора
После Иоганна Хербека в числе директоров хора были Иоганнес Брамс, Фердинанд Гроссманн, Рейнгольд Шмид, Хельмут Фрошауер. С 1991 года хором руководит Иоганнес Принц.

## Дирижеры и оркестры
В последнее время с Венским певческим обществом работали такие дирижеры как Даниэль Баренбойм, Бертран де Билли, Михаэль Бодер, Андрей Борейко, Пьер Булез, Семён Бычков, Рикардо Шайи, Чон Мён Хун, Кристоф фон Донаньи, Густаво Дудамель, Кристоф Эшенбах, Владимир Федосеев, Адам Фишер, Рафаэль Фрюбек де Бургос, Даниэле Гатти, Валерий Гергиев, Леопольд Хагер, Николаус Арнонкур, Мартин Хазельбёк, Кристьян Ярви, Марис Янсонс, Тон Копман, Маркус Ландерер, Фабио Луизи, Чарльз Маккеррас, Гвидо Манкузи, Уэйн Маршалл, Зубин Мета, Корнелиус Майстер, Инго Метцмахер, Рикардо Мути, Андрес Ороско-Эстрада, Эйдзи Оуэ, Сэйдзи Одзава, Кшиштоф Пендерецкий, Жорж Претр, Саймон Рэттл, Вольфганг Заваллиш, Туган Сохиев, Кристиан Тилеман, Марчелло Виотти, Бруно Вайль, Франц Вельзер-Мёст, Иоганнес Вильднер и Роберт Цельцер.
В числе оркестров, регулярно концертирующих с Венским певческим обществом, находятся Венский филармонический оркестр, Венский симфонический оркестр, Симфонический оркестр Венского радио, Тонкюнстлероркестр Нижней Австрии. Среди иностранных оркестров это — Берлинский филармонический оркестр, Берлинская государственная капелла, Баварский государственный оркестр, Капелла Леопольдина, Кливлендский оркестр, Королевский оркестр Консертгебау города Амстердам, Лондонский оркестр Филармония, Филармонический оркестр Радио Франции и Национальный оркестр Франции, Лейпцигский оркестр Гевандхауса, Австрийско-венгерская филармония Гайдна, Зальцбургский оркестр Моцартеум, Осакский филармонический оркестр, Большой симфонический оркестр имени П. И. Чайковского, Молодёжный оркестр Венесуэлы имени Симона Боливара, Юношеский оркестр Луиджи Керубини и Камерный оркестр Цюрихского оперного театра.

## Юбилей 2008 года и текущее
Юбилейный сезон 150 лет Венского певческого общества в 2008 году был отмечен концертной поездкой в Москву (торжественная часть состоялась в Московской консерватории имени П. И. Чайковского), а также торжественной церемонией и совместным концертом с Венской певческой академией. В течение сезона дважды прозвучал Реквием Гектора Берлиоза — как в здании Венского музыкального общества, так и в Венском Концертхаусе. Последние юбилейные концерты состоялись в Амстердаме и Вене, когда совместно с Королевским оркестром Концертгебау под руководством Мариса Янсонса были даны 4 представления Реквиемa (оп. 89) Антонина Дворжака. Завершили юбилейный сезон концерт Леонарда Бернстайна и Торжественная месса с кардиналом Кристофом Шёнборном в Соборе Святого Стефана, во время которой была исполнена Месса до мажор оп. 86 Людвига ван Бетховена.
Сезон 2009—2010 года начался с концертной поездки в Японию, где в Ицуми-Холл в городе Осака состоялся концерт, в котором прозвучали оратория Йозефа Гайдна Сотворение мира и Реквием Иоганнеса Брамса. Под руководством Николауса Арнонкура состоялось приуроченное к его 80-летию исполнение Книги за семью печатями Франца Шмидта. А в честь 85-летия Пьер Булеза сам композитор дирижировал концертом с участием Венского филармонического оркестра и Венского Певческого общества; при этом прозвучали Песня ночи (Симфония Nr.3, оп. 27) Кароля Шимановского, Симфония Псалмов Игоря Ф. Стравинского и Глаголическая месса Леоша Яначека. Кроме того, Кристианом Тилеманном хор был впервые привлечен к представлению 9-й симфонии Бетховена в рамках полного цикла бетховенских симфоний в исполнении Венского филармонического оркестра. Так, в Венском Летнем ночном концерте 2010 года во Дворце Шёнбрунн с участием Венского филармонического оркестра, который транслировался в прямом эфире австрийским радио и станцией 3Sat, участвовало и Венское певческое общество, исполнившее Лунный хор из оперы Виндзорские проказницы Отто Николаи. После двух представлений оратории Артюра Онеггера Жанна д‘Арк на костре в Брукнерхаусе в Линце и в Вене совместно с Симфоническим оркестром венского радио под руководством Бертрана де Бийи, с Йоханной Вокалек, Петером Матичем, Гербертом Липпертом и Венским хором мальчиков, хор гастролировал с этим произведением также и на Зальцбургском фестивале в зале Фельзенрайтшуле. Это был последний концерт Бийи в качестве главного дирижера Симфонического оркестра венского радио, партию Жанны пела Фанни Ардан. На Музыкальном фестивале в Графенэгге Певческое общество выступало с кантатой Феликса Мендельсона-Бартольди Первая Вальпургиева ночь (MWV D 3).
На празднование 100-летнего юбилея со дня первого исполнения 8-й симфонии (Симфонии тысячи) Густава Малера, в котором Певческое общество участвовало в сентябре 1910 года, хор был приглашен наряду с Филармоническим хором Мюнхена и хором мальчиков баварского города Бад-Тёльц. Юбилейные представления Симфонии тысяч состоялись в мюнхенской Филармонии Гастайг в октябре 2010 года под управлением Кристиана Тилеманна.
За 2011 год были подготовлены концерты с произведениями Оливье Мессиана, Дмитрия Шостаковича и Густава Малера под руководством Бенджамина Бриттена, Джона Стейнера, Генри Бальфура Гардинера и Петера Планявского, также как и программа из произведений Баха и Генделя под управлением Иоганнеса Принца. Впервые состоялись выступления под управлением Корнелиуса Майстера и Густаво Дудамеля. Последний на Зальцбургском фестивале дирижировал Второй симфонией Малера.
В ходе юбилейных концертов в честь 200-летия Венского музыкального общества были исполнены хоровые произведения Хвала музыке и Venite Gentes Антонио Сальери с дирижером Рикардо Мути, а также Песни Гурре Арнольда Шёнберга под руководством Зубина Меты при содействии мужского хора Венской оперы и Венского Камерного хора в мае и июне 2012 года. Также весной 2012 года в Золотом зале венской филармонии состоялись три концерта под управлением Владимира Федосеева, в которых наряду с симфонической музыкой П. И. Чайковского и С. И. Танеева прозвучала и танеевская кантата Иоанн Дамаскин в исполнении Венского певческого общества. В сентябре 2012 года хору предстоит концертная поездка в Москву, где в Большом зале консерватории совместно с Большим симфоническим оркестром имени П. И. Чайковского под руководством Владимира Федосеева будет исполнена оратория Артюра Онеггера «Царь Давид».
В ноябре 2012 года под руководством Николауса Арнонкура в Золотом зале Венского музыкального общества вновь прозвучит хоровое произведение Генделя Timotheus, чье представление в 1812 году стало одним из важнейших импульсов к основанию Общества любителей музыки.

## Избранные звукозаписи (CD или DVD)
- Бетховен, Людвиг ван Symphonie Nr. 9 — Ode an die Freude (Wiener Philharmoniker — C. Thielemann) — DVD[1]
- Брамс, Иоганнес Ein deutsches Requiem (Cleveland Orchestra — F. Welser-Möst)
- Дворжак, Антонин Requiem (Koninklijk Concertgebouworkest — M. Jansons)
- Малер, Густав Symphonie Nr. 2 — Auferstehung (Wiener Philharmoniker — G. Kaplan)
- Малер, Густав Symphonie Nr. 2 — Auferstehung (Wiener Philharmoniker — P. Boulez)
- Малер, Густав Symphonie Nr. 3 (Bayerisches Staatsorchester — Z. Mehta)
- Малер, Густав Symphonie Nr. 3 (Wiener Philharmoniker — P. Boulez)
- Николаи, Отто: Mondchor aus Die lustigen Weiber von Windsor (Sommernachtskonzert Schloss Schönbrunn 2010, Wiener Philharmoniker, F. Welser-Möst)
- Шуман, Роберт Manfred — Schauspielmusik (Tonkünstler Orchester NÖ — B. Weil)
- Шмидт, Франц Das Buch mit sieben Siegeln (Wiener Philharmoniker — N. Harnoncourt)
- Шмидт, Франц Das Buch mit sieben Siegeln (Tonkünstler Orchester NÖ — K. Järvi)
- Шимановский, Кароль Symphonie Nr. 3 — Lied der Nacht (Wiener Philharmoniker — P. Boulez) — ECHO Klassik für die Sinfonische Einspielung des Jahres 2011
- Вагнер, Рихард Tristan und Isolde — Duett-Szenen (RSO Wien — B. de Billy)